# Johann Friedrich Agricola
Johann Friedrich Agricola (Dobitschen, 4 gennaio 1720 – Berlino, 2 dicembre 1774) è stato un compositore, organista, cantante lirico e insegnante di musica tedesco.
Usò talvolta anche lo pseudonimo di Flavio Anicio Olibrio.

## Biografia
Studente di legge a Lipsia, iniziò a seguire le prime lezioni di musica con Johann Sebastian Bach dal 1738 al 1741. In quell'anno si recò a Berlino, dove studiò composizione con Johann Joachim Quantz.
Ben presto venne riconosciuto come uno dei più talentuosi organisti del tempo. Il successo del suo intermezzo, Il filosofo convinto in amore, portato in scena a Potsdam nel 1750, gli aprì la strada per la nomina a compositore di corte di Berlino da parte del re di Prussia Federico il Grande. Nel 1759, a seguito della morte di Karl Heinrich Graun, venne nominato direttore dell'orchestra reale (oggi Staatskapelle Berlin) e dell'Opera della Reale Corte (oggi Staatsoper Unter den Linden).
Sposò il celebre soprano Benedetta Emilia Molteni.

## Opere
Agricola scrisse opere italiane, Lieder, preludi corali, musica sacra, in particolare oratori e cantate. La sua fama oggi è però più legata ai suoi scritti teorici e critici sulla musica. Nel 1754 scrisse un'orazione funebre per Bach assieme a Carl Philipp Emanuel Bach. Il trattato Anleitung zur Singekunst (1757) è una traduzione con commento dell'opera Opinioni de' cantori antichi e moderni (1723) dell'italiano Pier Francesco Tosi.
- Il filosofo convinto in amore, intermezzo (Potsdam, autunno 1750)
- La ricamatrice divenuta dama, intermezzo (Potsdam, 1º novembre 1751)
- Il re pastore, opera in 3 atti, libretto di Pietro Metastasio, perduta (Berlino, 9 ottobre 1752)
- La cittadella ingannata, opera (Anversa, 1752)
- Cleofide, opera seria in 3 atti, libretto da Alessandro nelle Indiedi Pietro Metastasio (Berlino, carnevale 1754)
- La nobiltà delusa, dramma giocoso in 3 atti (Charlottenburg, 1754)
- Il tempio d'amore, festa teatrale, libretto di Giovanni Pietro Tagliazucchi, da un'idea di Federico II (Charlottenburg, 30 settembre 1755, in occasione del matrimonio tra il principe Ferdinando di Prussia e la principessa Anna Elisabeth von Schwedt)
- Psyche, opera in 3 atti (Berlino, 1756)
- Die Sendung des heiligen Geistes, oratorio (1757)
- Die Hirten bei der Krippe zu Bethlehem, oratorio, con Johann Joachim Quantz, libretto di Karl Wilhelm Ramler (Berlino, 25 dicembre 1757)
- Die Auferstehung und Himmelfahrt Jesu, oratorio, libretto di Karl Wilhelm Ramler (Berlino, 25 dicembre 1757)
- L'ipocondriaco overo L'uomo fantastico, intermezzo in 3 parti (Charlottenburg, 1763)
- Achille in Sciro, opera seria in 3 atti, libretto di Pietro Metastasio (Berlino, 16 settembre 1765, in occasione del matrimonio tra il principe Friedrich Wilhelm e la principessa Elisabetta di Braunschweig)
- Semiramide, dramma in 3 atti da Voltaire, perduto (Amburgo, 11 giugno 1767)
- Amor e Psiche, opera seria in 3 atti, libretto di Antonio Landi, perduto (Berlino, 5 ottobre 1767, in occasione del matrimonio tra la principessa Guglielmina di Prussia e lo statolder d'Olanda)
- Oreste e Pilade, opera seria in 3 atti, libretto di Antonio Landi (Berlino, 24 marzo 1772). Nuova versione: I Greci in Tauri (Potsdam, marzo 1772)